# فيث بيكون
فيث بيكون (بالإنجليزية: Faith Bacon)‏ هي راقصة وممثلة أمريكية، ولدت في 19 يوليو 1910 في لوس أنجلوس في الولايات المتحدة، وتوفيت في 26 سبتمبر 1956 في شيكاغو في الولايات المتحدة بسبب سقوط.

## وصلات خارجية
- فيث بيكون على موقع IMDb (الإنجليزية)
- فيث بيكون على موقع أول موفي (الإنجليزية)
- فيث بيكون على موقع قاعدة بيانات برودواي على الإنترنت (الإنجليزية)
- فيث بيكون على موقع قاعدة بيانات الفيلم (الإنجليزية)
- فيث بيكون على موقع كينوبويسك (الروسية)